# Frédéric Tellier
Pour les articles homonymes, voir Tellier.
Frédéric Tellier est un scénariste et réalisateur français.

## Biographie
Dans les années 1980, il est dans un cycle d’études qui le voue à devenir professeur de sport. Puis, il est reçu sur entretien à l'École nationale de commerce, et bifurque vers des études de publicité. En même temps, il est DJ. Il fait également plusieurs petits boulots pour gagner de quoi payer ses études.[réf. nécessaire]
Dans les années 1990, il rencontre Jean-Pierre Igoux puis Élie Chouraqui, et commence sa carrière au cinéma comme assistant réalisateur. Il le restera une dizaine d’années (publicités, films d’entreprise, longs-métrages…) Il est également directeur de production sur des clips vidéo et réalise, en parallèle, quelques films d’entreprise.[réf. nécessaire]
En 1996, il écrit, réalise et produit son premier court-métrage L’Enfermé qui remporte plusieurs prix[réf. nécessaire]. 
En 1998, il écrit, réalise, et co-produit le court-métrage Le Dernier qui lui permettra de commencer à réaliser des films publicitaires. Par la suite il réalisera des publicités pendant presque dix ans. 
Dans les années 2000, il adapte et réalise des films et séries pour la télévision : Paul Sauvage avec Olivier Marchal, Anne Charrier et Daniel Duval, Obsessions avec Émilie Dequenne, Denis Lavant, et Samuel Le Bihan, Les Robins des pauvres avec Nicolas Giraud, Michel Duchaussoy, Hippolyte Girardot, il crée la série Un flic (adaptation et réalisation des épisodes 1, 2 & 3 - 90 minutes), puis Les hommes de l'ombre avec Nathalie Baye et remporte plusieurs récompenses[réf. nécessaire].
En 2003-2004, Frédéric Tellier a collaboré au film 36 Quai des Orfèvres d’Olivier Marchal, avec Gérard Depardieu, Daniel Auteuil, André Dussollier, pour lequel il a exercé les fonctions de directeur artistique, conseiller technique, et réalisateur deuxième équipe.
Il est également intervenant dans des écoles de publicité ou d’audiovisuel.[réf. nécessaire]
De 2013 à 2015, il est président du Groupe 25images (co-présidence avec Christophe Andrei)[réf. nécessaire], association indépendante des réalisateurs de télévision. Durant ces années, l’association prône plusieurs propositions et actions, pour que la télévision française, à travers un indispensable envol créatif de sa fiction, retrouve compétitivité et qualité. Frédéric Tellier est, avec d’autres, à l’origine de la création de l’AAFA (Acteurs et actrices de France associés), première association de France à représenter les acteurs[réf. nécessaire].
Il rencontre Julien Madon qui lui propose de produire son premier film pour le cinéma L'Affaire SK1, qui retrace en une double narration, l’histoire vraie du policier qui a traqué le tueur en série Guy Georges à Paris dans les années 1990, et celle de l’avocate qui a défendu le tueur. Le film a reçu de nombreuses récompenses, notamment : le prix Jacques-Deray meilleur film policier, le Prix du public du Festival du premier film francophone de La Ciotat, le prix du Meilleur Film Festival de Cognac, le prix Jacques-Prévert du scénario et le prix du meilleur premier film au Festival COLCOA, le Prix SACD Nouveau Talent Cinéma et de nombreuses sélections en festivals : au Rendez-vous with french cinema de New-York, My French Film Festival de Paris, au Festival francophone d’Angoulême et il fit l'ouverture du Festival international du film policier de Liège. Le film a également obtenu deux nominations à la 41e cérémonie des César (meilleure adaptation-scénario et le prix du meilleur premier film). L'Affaire SK1 a été distribué dans le monde entier.[réf. nécessaire]
Parallèlement à ses activités de cinéma, Frédéric Tellier est également connu pour son engagement en faveur de la lutte contre les agressions sexuelles faites aux femmes. L'Affaire SK1 lors de sa sortie en salle puis en DVD, a d'ailleurs soutenu l’association Protection Victimes de Jean-Pierre Escarfail.[réf. nécessaire]
Sauver ou périr sorti en salles le 28 novembre 2018 connaît un grand succès avec plus d'un million de spectateurs. Il a obtenu le prix du meilleur film et le prix de la meilleure musique au Festival du Cinéma et Musique de film de la Baule. 
Il a également reçu le prix de la Foglia d'Oro Speciale Cinema Civile au Festival de Florence.

## Filmographie

### Cinéma

#### Courts métrages
- 1993 : L'Enfermé
- 1998 : Le Dernier

#### Longs métrages
- 2014 : L'Affaire SK1
- 2018 : Sauver ou périr
- 2022 : Goliath
- 2023 : L'Abbé Pierre : Une vie de combats

### Télévision

#### Téléfilms
- 2004 : Paul Sauvage
- 2009 : Obsessions
- 2011 : Les Robins des pauvres

#### Séries télévisées
- 2007-2008 : Un flic
- 2012 : Les Hommes de l'ombre, saison 1

## Distinctions

### Récompenses
- Prix Jacques-Deray du film policier français 2015 pour L'Affaire SK1
- Prix du Public Festival du premier film francophone de La Ciotat pour L'Affaire SK1
- Prix du meilleur film Festival de Cognac pour L'Affaire SK1
- Prix Jacques-Prévert du scénario pour L'Affaire SK1
- Prix du meilleur film Festival de Cognac pour L'Affaire SK1

### Nominations
- César 2016 : nomination pour le César du meilleur premier film et le César de la meilleure adaptation